# Imiut (dios)
| Z11 | m | w | t · Aa2 |

| Z11 | m | w | t · Aa2 |

Imiut es un dios de la momificación y protector del inframundo en la religión del Antiguo Egipto.
Su nombre significa "el que está en sus vendas", que le relaciona con el inframundo egipcio, como un dios momificado que se regeneraba y resucitaba, por lo que se le relaciona con Osiris. Por lo general, apenas es representado artísticamente siendo, a veces, personificado mediante el fetiche imiut, que se utilizaba durante el proceso de momificación y podía estar relacionado con las envolturas de las momias.

## Historia
El término "Imiut" se refería al principio a un antiguo fetiche del que ya existe evidencia en los monumentos de la Dinastía I.
En los primeros momentos, el símbolo imiut se plantaba en el suelo junto al trono del rey en señal de protección. Imiut, ya personificado, entregaba al faraón el cetro del poder en su fiesta de jubileo y regeneración, Heb Sed.
Ya en los Textos de las Pirámides se preparaba el camino para su asimilación con el dios de los muertos y necrópolis, Anubis, ya que a ambos se les llamaba "hijo de la vaca Hesat". Imiut nunca consiguió ser  especialmente venerado, siendo absorbido por Anubis, recordándole como un epíteto suyo.
Entre sus escasas representaciones conocidas, destaca en el pabellón de la fiesta Heb Sed del faraón Zoser en Saqqara.